# Рафаель Маркес Луго
Рафаель Маркес Луго (ісп. Rafael Márquez Lugo, нар. 2 листопада 1981, Мехіко) — мексиканський футболіст, що грав на позиції нападника за низку мексиканських клубних команд та національну збірну Мексики.

## Клубна кар'єра
У дорослому футболі дебютував 2000 року виступами за команду «УНАМ Пумас», в якій провів два сезони, взявши участь у 39 матчах чемпіонату. 
Згодом з 2003 по 2012 рік грав у складі команд «Хагуарес Чьяпас», «Монаркас», «Пачука», «Текос», «Америка» та «Атланте».
2012 року перейшов до клубу «Гвадалахара», за який відіграв 3 сезони.  У складі «Гвадалахари» був одним з головних бомбардирів команди, маючи середню результативність на рівні 0,39 гола за гру першості. Завершив професійну кар'єру футболіста виступами за «Гвадалахару» у 2015 році.

## Виступи за збірну
2004 року дебютував в офіційних матчах у складі національної збірної Мексики. Протягом наступного десятиріччя провів у її формі 16 матчів, забивши один гол.
У складі збірної був учасником розіграшу Кубка конфедерацій 2005 року, розіграшу Золотого кубка КОНКАКАФ 2005, розіграшу Кубка Америки 2011, а також розіграшу Золотого кубка КОНКАКАФ 2013.